# ERC-90 Sagaie
Pour les articles homonymes, voir ERC.
L’ERC-90 (Engin de Reconnaissance à Canon de 90 mm), dit « Sagaie », est un blindé léger à six roues motrices français. Il a été conçu par Panhard sur la base du châssis du VCR à six roues motrices développé initialement pour l'armée irakienne.

## Histoire

### Développement

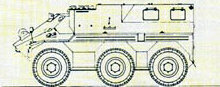
L’ERC-90 est basé sur le châssis du VCR, une version à six roues motrices du M3.

En septembre 1974, l’Irak commande cent tourelles antichars Euromissile UTM 800 (Unité de Tir Monoplace 800 mm) armées chacune de quatre missiles antichars HOT. À la recherche d'un châssis porteur pour monter ce système d'arme, l'Irak achète sur plan à Panhard & Levassor une version à six roues motrices du véhicule 4 × 4 blindé Panhard M3 et finance son développement qui débute en 1975.
Durant la phase de développement, Jean Panhard, alors président-directeur général, et François Bedeaux, directeur général, décident de développer une version de reconnaissance basée sur le châssis 6 × 6 qui portera l'appellation d'ERC-90 pour Engin de Reconnaissance armé d'un Canon de 90 mm. Le directeur commercial de Panhard, Arnold Valentini, lui donnera ensuite le nom commercial de « Sagaie », plus porteur que l'acronyme ERC-90.
La version 6 × 6 du M3 est dévoilée en 1977 au salon d'armement Satory VI sous l'appellation VCR (en) (Véhicule de Combat à Roues), aux côtés de l’ERC‑90.
À l'époque, l’armée française est à la recherche d’un blindé léger fortement armé pour sa future force de projection et l’ERC‑90 de Panhard est sélectionné comme alternative à l'AMX-10RC du GIAT, plus lourd et plus cher. Finalement, 192 ERC-90 sont commandés et la commande d'AMX-10RC est réduite de 525 à 337 exemplaires.
Une batterie d’essais et d’évaluations de l’ERC‑90 sont menés de 1978 à 1980 et le Sagaie est accepté officiellement par l'état-major de l'armée de terre (EMAT) en décembre 1980.
En 1981, le régiment d'infanterie chars de marine (RICM), basé alors à Vannes, conduit une expérimentation tactique et les essais se poursuivent de mai à décembre 1982 en Afrique où Panhard fait parcourir sur 19 000 km deux ERC‑90 Lynx et deux ERC‑90 Sagaie. Une campagne de tirs est également effectuée par le RICM, conjointement avec l'AMX-10RC dans le désert djiboutien.
Le premier des 192 exemplaires commandés est remis à la STAT le 9 janvier 1984 et le dernier est livré en 1990.
Des commandes sont passées par l’Argentine, l’Irak, la Côte d'Ivoire, le Nigeria, le Mexique, le Tchad et le Gabon. Les premières viennent de l'Irak qui veut y adapter ses tourelles UTM-800. Panhard choisit ensuite d’y monter une tourelle plus moderne équipée d'un canon de calibre 90 mm F4. Ce véhicule est un 6 × 6 amphibie  dont les deux roues intermédiaires peuvent être relevées. Il est aéroportable par Transall C 160 et Hercules C 130. Il peut être utilisé en atmosphère contaminée grâce à un système de pressurisation et filtration de l'air (NBC).
L'ERC 90 Sagaie s'étant bien vendue, Panhard décide de proposer une version améliorée.
Présentée au salon Eurosatory de 2008, l'ERC 90 NG (Nouvelle Génération), également appelée "Mark 2" est une revalorisation du premier modèle mis au point en 1979.
Courant 2011, Panhard rachète à l'Armée française 24 ERC-90 en version essence.
Ces véhicules sont destinés à l'exportation, ils conservent leur motorisation essence mais voient leur système de propulsion aquatique (hydrojets) démonté.

### Remplacement français
Dans le cadre du programme Scorpion, il est prévu de remplacer ce matériel ainsi que l'AMX-10 RC par l'engin blindé de reconnaissance et de combat "Jaguar".
Les livraisons débutent en 2021 et portent sur un maximum de 250 exemplaires d'EBRC.
Sans attendre les premières livraisons, l'Armée française retire progressivement le Sagaie du service en le remplaçant sur le terrain par l'AMX-10 RC. En 2022, il n'est plus dans les unités d'active, et reste utilisé pour l'instruction à l'école de cavalerie.

## Tourelle TS 90
La tourelle TS 90 pèse entre 2,4 t et 2,5 t en ordre de combat, sans son équipage.
Le chef d'engin prend place à gauche du canon, le tireur à droite.
La rotation de la tourelle est commandée électriquement soit manuellement en cas de besoin. La vitesse de gisement est de 15° par seconde. Le débattement en site varie de -8 à +15° pour une vitesse d'élévation de 2,5° par seconde.

### Organes de visée
- Le tireur dispose d'une lunette de tir jour/nuit OB61A à grossissement ×8, l'observation de nuit se faisant à l'aide d'un système d'intensification de lumière. Il possède quatre épiscopes donnant une vision vers l’avant, le côté droit et l’arrière de la tourelle[2].
- Le chef d'engin possède une lunette de tir M626  à grossissement ×5, un répétiteur de visée du tireur ainsi que six épiscopes lui donnant une vision panoramique.

Un projecteur PH9B d'une puissance de 120 W est fixé sur la partie gauche du masque du canon. Sa portée est comprise entre 600 m et 800 m. Un second phare, plus petit est monté sur le toit de la tourelle, au centre, il est moins puissant mais orientable, sa portée est de 100 m.

### Armement
Le Sagaie est armé d'un canon rayé de calibre 90 mm modèle F4 (CN 90 F4) d'une longueur de 52 calibres (soit 4,68 m). Connu également sous le nom commercial de Super 90, il tire les mêmes munitions de 90×598mm R que le canon F3 de calibre 90 mm de l'AMX-13 revalorisé.
Le Sagaie emporte 20 munitions de calibre 90 mm. Seize sont en nuque de tourelle à l’horizontale et quatre à la verticale, derrière les sièges du chef d'engin et du tireur. Cet emplacement est généralement réservé aux obus-flèches. 
La gamme de munitions comprend :
- OCC 90 F2 : également appelé OCC 90 Mle 62, cet obus à charge creuse empenné pèse à peine 3,65 kg et possède une vitesse initiale de 950 m/s. Il est capable de perforer une plaque d'acier à blindage de 320 mm d'épaisseur ou 120 mm sous une incidence de 65°. La portée pratique de l'OCC est de 1 100 m.
- OE 90 F2 : un obus explosif empenné d'une masse de 5,27 kg (contenant 945 g d'explosif) ayant une vitesse initiale de 700 m/s. Son explosion a des effets antipersonnel dans un rayon de 40 m. Sa portée pratique est de 925 m.
- OE 90 S : un obus explosif empenné à longue portée. La masse du projectile est de 7,2 kg, il contient (contenant 1,45 kg d'explosif pour une vitesse initiale de 700 m/s. Sa portée maximale, en tir indirect, est de 9 200 m, en élevant le canon à 15°.
- ODR 90 F2 : un obus de défense rapproché de 4,1 kg projetant à 750 m/s un nuage de 1 050 billes en acier de 8,7 mm de diamètre. La portée pratique est de 200 m.
- OFUM 90 : un obus fumigène empenné, d'une masse de 5,4 kg pour une vitesse initiale est de 750 m/s. Il contient 800 g de phosphore blanc. À l'impact, il génère un écran de fumée de 50 m durant une durée de 20 s à 30 s. Sa portée pratique est de 925 m.
- SCC 90 F2 : une munition d'entraînement possédant la même balistique que l'OCC 90 F2.
- OFL 90 F1 : un obus-flèche en alliage de tungstène. La flèche sans son sabot de lancement pèse 2,33 kg (3,3 kg avec sabot). Sa vitesse initiale est de 1 275 m/s pour une portée pratique de 1 660 m. La flèche est capable de percer la cible OTAN simple char lourd à bout portant, la triple char lourd à 600 m et les cibles simple et triple char moyen à 1 200 m et 1 600 m respectivement.

## Protection
Le caisse et la tourelle TS 90 du Sagaie sont faites d'un assemblage de tôles d'acier haute dureté d'une dizaine de millimètres d'épaisseur qui assure un niveau de protection correspondant au niveau 1 de la norme STANAG 4569, c'est-à-dire garantir à une distance de 30 m une protection contre les balles de 5.56 et de 7.62 OTAN et ce de tous les côtés.
Afin de limiter l'effet de souffle de l'explosion d'une mine, le plancher est en forme de 'V'.
Quatre lance-pots fumigènes (DREB) sont montés sur la tourelle.

## Motorisations
Dans sa configuration initiale, la propulsion du Sagaie était assurée par un moteur essence Peugeot V6 PRV développant une puissance de 135 ch à 5 500 tr/min. Le moteur PRV fut modifié pour atteindre une puissance de 145 ch puis finalement 155 ch à 5 250 tr/min.
L'ERC-90D possède un moteur diesel Mercedes-Benz OM 904 LA d'une puissance de 187 ch à 2 300 tr/min.
Amphibie, le Sagaie peut se mouvoir dans l'eau à une vitesse de 9 km/h grâce à deux hydrojets. Ces derniers ont été démontés sur l'ERC-90D car n'ayant plus besoin d'être amphibie.

### Boîtes de vitesses
Le moteur PRV est accouplé à une boîte de vitesses Panhard par un embrayage monodisque. La boîte est montée transversalement dans le compartiment moteur. Elle possède six vitesses en marche avant et une en marche arrière, le changement de rapport s'effectue manuellement.
L'ERC-90D possède une nouvelle boîte de vitesses, automatique RENK Reko 606 qui possède également six rapports avant et un arrière.

### Train de roulement
La transmission du mouvement aux six roues motrices s’effectue par un arbre de transmission en sortie de boîte de vitesses qui est couplé à un différentiel à glissement limité monté sur l'essieu central. Chaque roue possède un train d'engrenages logé à l'intérieur du bras oscillant de suspension. Chaque train d'engrenages est entraîné par un couple conique connecté à l'essieu par des demi-arbres. L'essieu arrière ne possède pas de différentiel.
Les roues avant et arrière possèdent chacune un ressort hélicoïdal et un amortisseur hydraulique télescopique.
Les six pneumatiques de 11 × 16 pouces renferment des tubes Hutchinson qui permettent à l'engin de parcourir, après crevaison, encore une distance de 100 km à la vitesse de 30 km/h.
La direction de l'engin s'effectue via l'essieu avant et est assistée hydrauliquement. Le rayon de braquage avec l'essieu central relevé est de 16 m.

## Variantes

### ERC-90 Sagaie 2 (bimoteur)

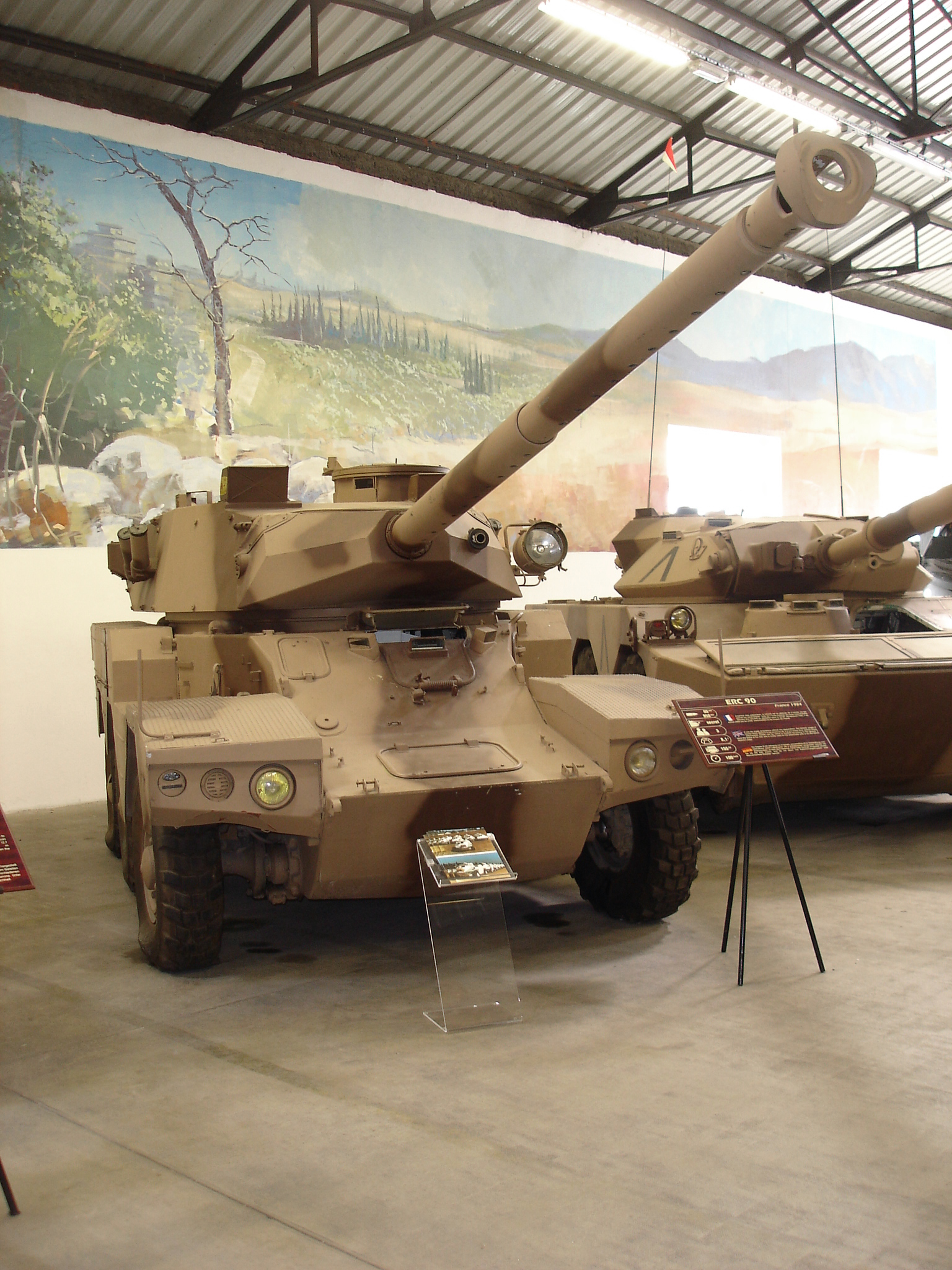
Sagaie 2 équipé de la tourelle TTB 190 et conservé au musée des blindés de Saumur.

Le Sagaie 2 fut annoncé en 1985 lors de la dixième édition du salon d'armements Satory et deux prototypes furent construits la même année.
Par rapport au Sagaie, le Sagaie 2 possède un châssis rallongé et élargi afin d'accueillir deux moteurs diesel Peugeot XD3T développant chacun 98 ch à 4 150 tr/min. Les deux moteurs débitent leur puissance dans une boîte de transfert Panhard offrant deux démultiplications (route ou tout-terrain), elle-même couplée à une boîte de vitesses automatique ZF 4HP 22 à quatre rapports en marche avant et un en marche arrière. Le Sagaie 2 possède également des pneumatiques de plus grande dimension (13 × 16 pouces), l'essieu central a été déplacé un peu plus vers l'arrière du châssis.
Le deuxième prototype du Sagaie 2 était également en configuration bimoteur mais cette fois-ci avec deux moteurs essence V6 PRV de 145 ch.
Six exemplaires de Sagaie 2 ont été commandés par le Gabon, portant l'appellation d'ERC-2, ils sont équipés de la tourelle TTB 190 conçue par la SAMM.

#### Tourelle TTB 190
Le Sagaie 2 est également proposé pour l'exportation avec une nouvelle tourelle développée par la SAMM (Société d'Applications des Machines Motrices) et présenté à l'occasion de "L'Exposition de Materiels d'Armements Terrestres : SATORY X 1985" (Aujourd'hui EUROSATORY). Son développement s'est achevé en 1983 et des essais sur véhicules menés par la STAT ont eu lieu courant 1984 
Plus moderne que la tourelle TS90, la TTB 190 dispose de plusieurs degrés de modernité et de protection selon le souhait de l'éventuel acheteur.

### ERC-90D
En 1998, Panhard envoie une proposition de modernisation des ERC-90 français à la Direction Générale de l'Armement (DGA). En effet, l'ERC‑90 était l’unique blindé occidental encore équipé d’un moteur à essence, engendrant des complications logistiques. 
Cette nouvelle version diéselisée (d'où la lettre D dans l'appellation ERC-90D) est acceptée par la DGA le 4 novembre 2005, mais seulement 160 des 192 exemplaires alors en service dans l'Armée de terre française seront rénovés entre octobre 2005 et juin 2009.
La rénovation comprend diverses modifications dont la principale est le remplacement du moteur essence PRV par un moteur diesel Mercedes-Benz OM 904 LA d’une cylindrée de 4 250 cm3 développant 187 ch à un régime de 2 300 tr/min. Il est couplé à une boîte de vitesses automatique RENK Reko 606 à six rapports avant et un arrière.
La consommation sur route de l'ERC-90D est de 25 litres de gazole au 100 km.
Les hydrojets, implantés à l’arrière de la caisse avec leur transmission, sont démontés. Les deux schnorchels utilisés précédemment lorsque l'ERC-90 se déplaçait dans l'eau sont gardés mais fixés à l’horizontale afin d'extraire l'air chaud du compartiment moteur.

### ERC 90 NG
L'ERC 90 NG (NG pour Nouvelle Génération) a été présenté à l'édition 2008 du salon Eurosatory, il possède le groupe motopropulseur de l'ERC-90 revalorisé (moteur diesel de  174 ch et la boîte automatique à six vitesses). La puissance accrue de son alternateur permet de monter de nouvelles tourelles telles que la CSE 90LP de CMI Defence ou encore un canon à tirs rapides 40 CTC à munitions télescopées.
L'ERC 90 NG est recouvert d'un blindage rapporté afin de correspondre au niveau de protection STANAG 4569 de niveau 3 sur l'arc frontal et de niveau 2 sur les flancs. En contrepartie, la masse de l'ERC 90 NG passe à 10 t en ordre de combat.

## Utilisateurs

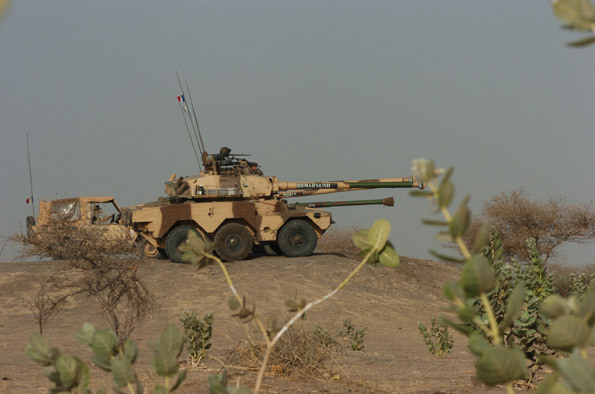
ERC-90 et P4 au Gabon en 2003.

- Argentine : 12 ERC‑90F1 Lynx commandés en 1979[17]. Ils sont équipés de tourelles électriques Hispano-Suiza F1, dérivées de la tourelle H‑90 et initialement développée pour la Malaisie.
- Côte d'Ivoire : 7 ERC Sagaie équipés de la tourelle GIAT TS 90[17].
- Équateur : 12 ERC[17].
- France : 192 ERC Sagaie réceptionnés[17],[18], 100 en service en 2013[19], 40 au 1er juillet 2020[20], n'est plus en unité d'active en 2021[21].

En 2013, les formations suivantes en disposaient :
- - le 1er régiment de hussards parachutistes (1er RHP) appartenant à la 11e brigade parachutiste.
  - le 4e régiment de chasseurs appartenant a la 27e brigade d'infanterie de montagne
  - l'Escadron blindé des Éléments français au Tchad
  - le Régiment d'infanterie de marine du Pacifique - Nouvelle-Calédonie : 7 ERC Sagaie
  - l'école d'application de l'arme blindée et cavalerie (EAABC) de Saumur, école de formation des futurs cavaliers

En 2025, quelques unités sont encore en service à l'EAABC.
- Gabon : 3 ou 4 ERC Sagaie, 4 ERC-20 Kriss (tourelle équipée de deux canons de 20 mm) et 6 ERC‑2 Sagaie.
- Irak : 200 VCR sont livrés entre 1980 et 1984 avec une tourelle lance-missiles UTM-800[23]. Plusieurs exemplaires font l'objet d'une rénovation en 2015 par les équipes techniques irakiennes[24].
- Mexique : 120 ERC Lynx acquis au travers de deux commandes en février 1981 (40 Lynx) et en mai 1981 (80 Lynx)[17]. Les effectifs sont complétés pour atteindre 207 exemplaires. 105 Lynx font partie d'un programme de valorisation pour 107,4 millions de dollars et sont destinés à constituer quatre régiments de reconnaissance.
- Nigeria : 46 ERC Sagaie dont 23 équipés de la tourelle GIAT TS 90[17].
- Tchad : 4 ERC Lynx (dont 1 détruit au combat[réf. nécessaire]). 9 ERC-90 donnés par la France le 23 janvier 2021[25],[26].